# 우덕초등학교
우덕초등학교는 대한민국 전북특별자치도 부안군에 있는 공립 초등학교이다.

## 학교 연혁
- 1953년 3월 31일: 설립인가
- 1953년 4월 1일: 우덕국민학교 개교
- 1999년 12월 15일: 감교초등학교 통합

## 참고 자료
- 우덕초등학교 - 한국교육학술정보원 학교알리미